# Herpeperas hamaniensis
Herpeperas hamaniensis is een vlinder uit de familie spinneruilen (Erebidae). De wetenschappelijke naam is voor het eerst geldig gepubliceerd in 1956 door Pinhey.
De soort komt voor in tropisch Afrika.